# Arad-hegyaljai borvidék
Az Arad-hegyaljai borvidék, vagy másik nevén Ménes-magyarádi borvidék egyike a Kárpát-medence legrégebbi borvidékeinek, mely már I. István király idejében említve volt a csanádi püspökség egyik oklevelében. A borvidék 2 nagy alapegységből áll: Ménes-hegyalja és Magyarádi-hegyalja területét foglalja magába.

## Fekvése

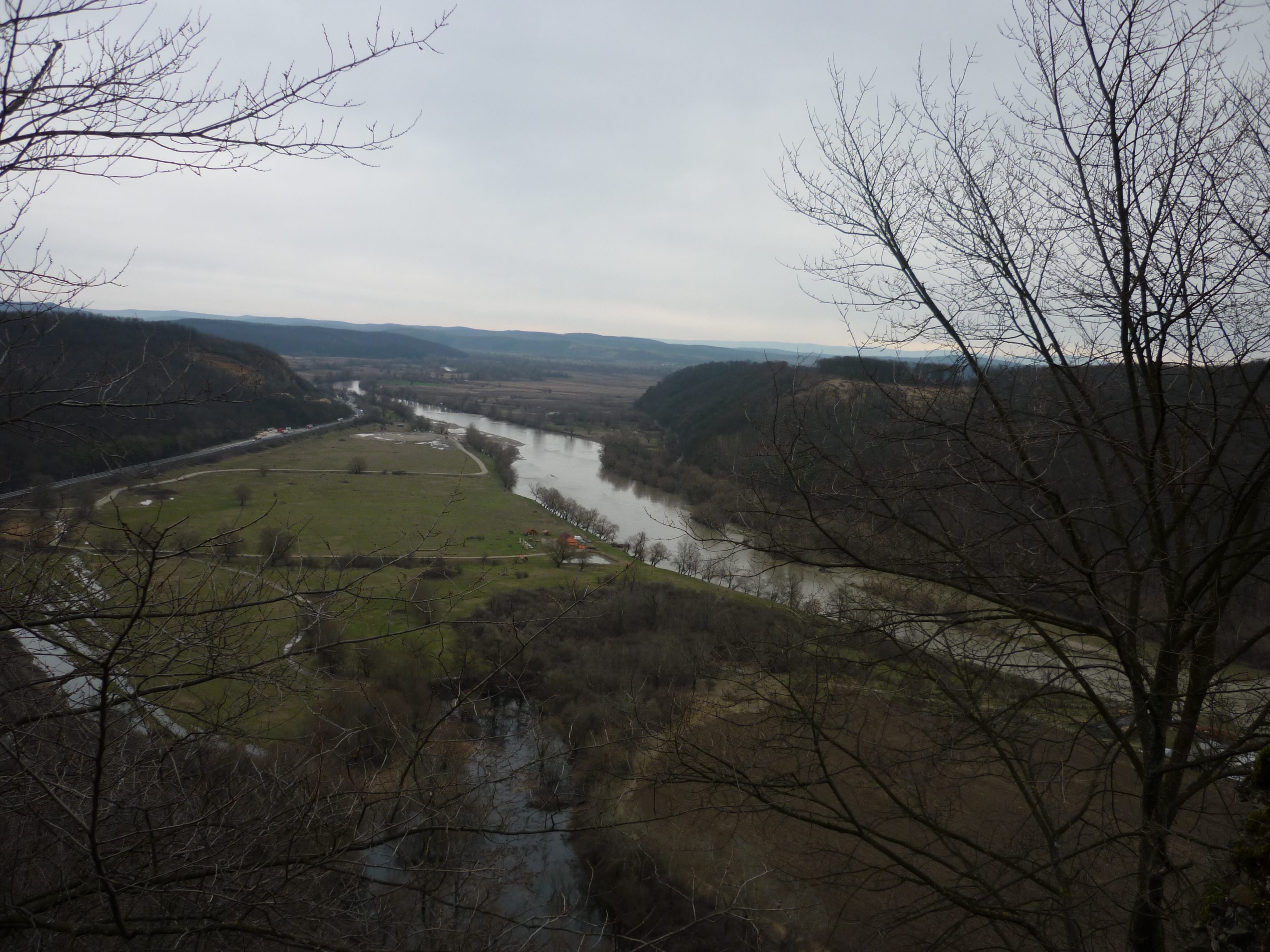
A környék látképe Solymosvárról, előtérben a Marossal

A Fehér-Körös és a Maros vize közötti területen fekszik.

## Története

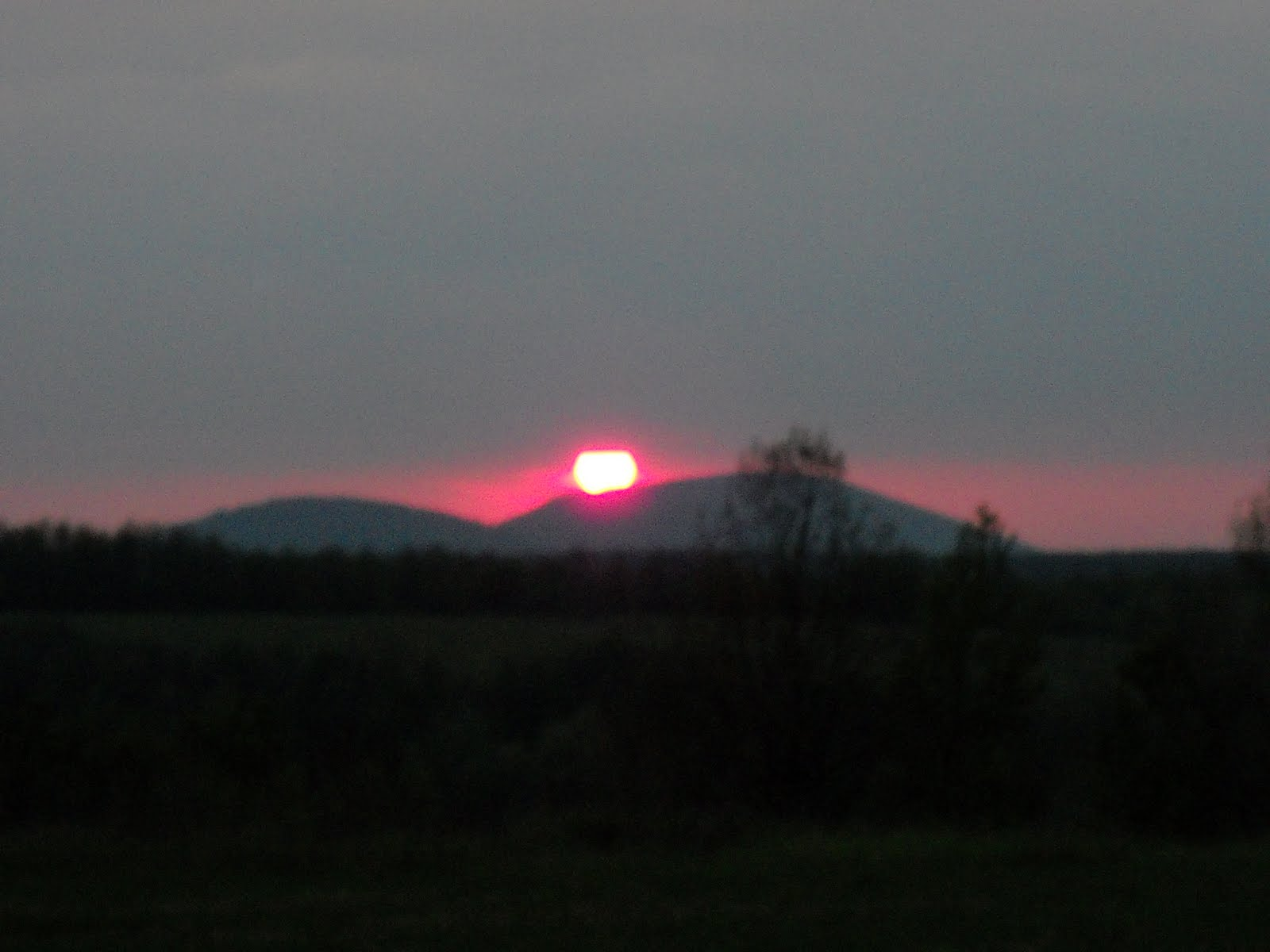
Naplemente a Mokra hegy mögött

A történelmi borvidék alapjait állítólag még a római korban fektette le Probus római császár. A nagy múltú bortermő táj borait közvetlenül a tokaji borok után, az erdélyi részek közül elsőnek említik a történelmi feljegyzések. A szőlőhegy látványát a kibukkanó sziklatömbök teszik emlékezetessé és különlegessé.
A borvidék borainak egyértelműen a vörös aszú szerzett hírnevet, mely magas cukortartalmával tűnt ki (kb. 125 g/liter), már az 1862-es londoni nemzetközi borversenyen is egy 1811-es ménesi vörösbor nyerte a nagydíjat.
A borvidék legfőbb szőlőfajtái: cabernet sauvignon, pinot noir, merlot, kadarka, nagyburgundi kék, olaszrizling, ottonel muskotály, királyleányka, oporto, sangiovese.

## Leírása
Az Arad megye területén fekvő szőlőterület a feljegyzések szerint 1915-ben már 6797 ha volt. 
A híres hegyaljai vasutat, mely a környéknek is fellendülést hozott 1906-ban kezdték el építeni és a hatvanas években még teljes hosszában működött. A vasút a kofák és a borivók legkedveltebb és legcélszerűbb szállítási eszközévé vált. Az első világháború után román végzéssel végrehajtották az első földreformot, és az 500 holdat meghaladó német és magyar földbirtokokat  kisajátították.
A rendszerváltást követő időszakra a szőlőterület Arad megyében 2564 hektárra csökkent, ebből 1010 ha állami volt.
Az Arad-hegyaljai borvidékhez tartozó ma is számba vehető települései a következők:

## Ménesi körzet
- Aradkövi
- Gyorok
- Kladova
- Ménes
- Máriaradna
- Ópálos
- Pálosbaracka
- Solymosvár

## Magyarádi körzet
- Almásegres
- Apatelek
- Borosjenő
- Doroszlófalva
- Galsa
- Kovászi
- Magyarád
- Muszka
- Pankota
- Selénd
- Tornova
- Világos